# Lao Premier League 2020
Die Lao Premier League 2020 war die 31. Spielzeit der höchsten laotischen Fußballliga seit der offiziellen Einführung im Jahr 1990. Die Saison begann am 12. Juli 2020. Titelverteidiger war Lao Toyota FC.

## Stadion
Alle Ligaspiele wurden im Neuen Nationalstadion Laos in Vientiane ausgetragen.

## Teilnehmer
| Mannschaft         |
| ------------------ |
| Ezra FC            |
| Lao Police FC      |
| Lao Toyota FC      |
| Master 7 FC        |
| Viengchanh FC      |
| Vientiane FT       |
| Young Elephants FC |

## Ausländische Spieler
Stand: 20. Juli 2020
| Mannschaft         | Spieler 1            | Spieler 2          | Spieler 3               | Spieler 4         | Ehemalige Spieler |
| ------------------ | -------------------- | ------------------ | ----------------------- | ----------------- | ----------------- |
| Ezra FC            |                      |                    |                         |                   |                   |
| Lao Police FC      |                      |                    |                         |                   |                   |
| Lao Toyota FC      | Shūya Akamatsu       | Kazuo Homma        | Youssouf Mory Bamba     | Laércio           |                   |
| Master 7 FC        | Souleymane Coulibaly | Kosuke Yamazaki    | Takihito Ota            | Shota Wada        |                   |
| Viengchanh FC      | Takuya Watanabe      | Shūta Ishino       | Kazu Yanagidate         | Takaya Sugasawa   |                   |
| Vientiane FT       | Diomande Adama       | Tsukasa Watanabe   | Coulibaly Major Bangaly |                   |                   |
| Young Elephants FC | Takumu Nishihara     | Ebedi Murphy Alabi | Kanu Abdul              | Norihiro Kawakami |                   |

## Tabelle
| Pl.                      | Verein             | Sp. | S  | U | N  | Tore    | Diff. | Punkte |
| ------------------------ | ------------------ | --- | -- | - | -- | ------- | ----- | ------ |
| 1.                       | Lao Toyota FC (M)  | 12  | 10 | 2 | 0  | 031:500 | +26   | 32     |
| 2.                       | Master 7 FC        | 12  | 7  | 4 | 1  | 032:170 | +15   | 25     |
| 3.                       | Young Elephants FC | 12  | 5  | 2 | 5  | 025:110 | +14   | 17     |
| 4.                       | Ezra FC            | 12  | 4  | 4 | 4  | 023:170 | +6    | 16     |
| 5.                       | Lao Police FC      | 12  | 3  | 3 | 6  | 017:230 | −6    | 12     |
| 6.                       | Viengchanh FC      | 12  | 3  | 3 | 6  | 012:290 | −17   | 12     |
| 7.                       | Vientiane FT       | 12  | 0  | 2 | 10 | 009:470 | −38   | 02     |
| Stand: 30. Dezember 2020 |                    |     |    |   |    |         |       |        |

## Beste Torschützen
Stand: 30. Dezember 2020
| Platz | Spieler                    | Mannschaft         | Tore |
| ----- | -------------------------- | ------------------ | ---- |
| 01.   | Laércio                    | Lao Toyota FC      | 12   |
| 01.   | Keoviengpheth Lithideth    | Master 7 FC        | 12   |
| 02.   | Kydavone Souvanny          | Lao Police FC      | 8    |
| 02.   | Kiengthavesak Xayxanapanya | Master 7 FC        | 8    |
| 02.   | Takumu Nishihara           | Young Elephants FC | 8    |
| 03.   | Souliphone Xaypanya        | Lao Police FC      | 7    |
| 04.   | Anousone Xaypanya          | Ezra FC            | 5    |
| 04.   | Lekto Louangaphay          | Ezra FC            | 5    |
| 05.   | Phithack Kongmathilath     | Lao Toyota FC      | 4    |
| 05.   | Somxay Keohanam            | Young Elephants FC | 4    |